# Brezovka
Brezovka (węg. Berezóka) – wieś gminna (obec) na Słowacji w kraju preszowskim, powiecie Bardejów. Brezovka położona jest w historycznym kraju Szarysz na szlaku handlowym z Węgier do Polski. Pierwsze wzmianki o wsi pochodzą z roku 1572.